# Socket G34
Socket G34 — роз'єм для мікропроцесорів, розроблений компанією AMD для серверних процесорів Opteron 6000 series (лінійки Sao Paolo та Magny-Cours).

## Використання у процесорах
Сокет представлено у березні 2010 року разом з 8- і 12-ядерними серверними процесорами архітектури K10 Opteron 6100 series ("Magny-Cours"). Сокет також підтримує 4-, 8-, 12- і 16-ядерні процесори Opteron 6200 ("Interlagos") на базі архітектури AMD Bulldozer і процесори Opteron 6300 ("Abu Dhabi") на базі AMD Piledriver. Даний роз'єм матиме підтримку шини HyperTransport 3.0 та чотирьохканальних модулів оперативної пам'яті DDR3.[джерело?]
Socket G34 базується на раніших розробках Socket G3 та Socket G3 Memory Extender, випуск яких було скасовано.

## Ресурси тенет
- Daily tech: Hello AMD Socket G34